# シマセンブリ
シマセンブリ（別名　ホウライセンブリ、学名：Schenkia japonica）はリンドウ科シマセンブリ属の一年生草本。鹿児島県準絶滅危惧。

## 特徴
高さ10–40 cm。葉は卵状楕円形で対生し、3本の葉脈が目立つ。葉柄は無く、茎を抱く。花は紅色で径1 cmほど、枝の上部に通常1個ずつ腋生の花序をつくる。花苞は管状で長さ7–8 mmと大きく、先端は5つに深く裂ける。開花期は夏。蒴果は円柱形で長さ約1 cm、中に黒色の小さな種子がある。
外来種のベニバナセンブリやハナハマセンブリ（ともにベニバナセンブリ属（ケンタウリウム属））に似るが、本種を含むシマセンブリ属の花苞はベニバナセンブリ属の種と比べて相対的に大きい。

## 分布と生育環境
屋久島以南の南西諸島～台湾。海岸や湿った隆起サンゴ礁上、海岸付近の湿った路傍や草地に生育。